# Рогволод Борисович
Рогволод (Василий) Борисович (Рогволодович) (ум. после 1171) — князь Полоцкий 1144—1151, 1159—1162, князь Друцкий 1127—1129, 1140—1144, 1158—1159, 1162—после 1171, сын полоцкого князя Рогволода (Бориса) Всеславича. Происходил из друцкой линии полоцких князей.

## Имя
Согласно системе именования Рюриковичей у данного князя упоминаются — два имени и отчества: языческое Рогволд Рогволдович и христианское Василий Борисович. Исследователь антропонимики Ф.Б. Успенский подчеркивает, что у Рюриковичей существовало настоящее табу на то, чтобы давать ребенку то же языческое имя, которое носил живой отец — то есть такое сочетание имени и отчества — абсолютно раритетно. Он выдвигает версию, что отец князя на самом деле не был «Рогволдом» и носил только одно имя «Борис», совмещавшее обе функции, однако по этому поводу ведутся споры (см. статью об отце).
Неясности есть и относительно личности сына. Основываясь на показаниях Московского летописного свода, Б. Н. Флоря предположил, что Василий Рогволодович — это тот самый князь, который фигурирует в поздних летописях как Рогволод Борисович.

## Биография

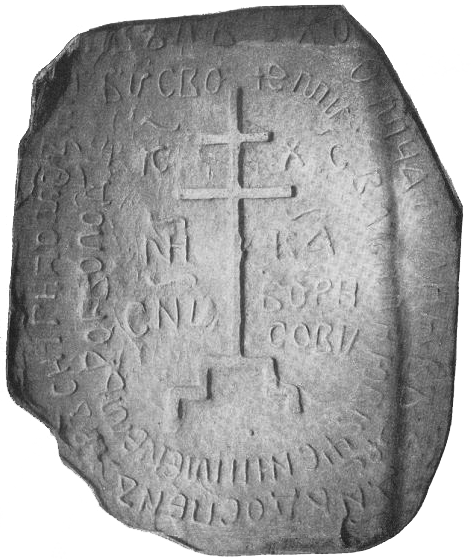
Рогволодов камень

Рогволод родился в начале XII века. До 1129 года он владел каким-то уделом в Полоцкой земле. Поскольку позже он правил в Друцком княжестве, то по устоявшейся точке зрения этим уделом был именно Друцк. Вероятно он получил его в 1127 году, когда его отец стал князем в Полоцке. Когда полочане выгнали его дядю князя Давыда, они пригласили молодого Рогволода-Василия. Из-за этого начался конфликт между Давидом и Рогволодом, в который вмешался и великий князь киевский Мстислав и организовал большой поход в Полоцкую землю. Полочане, взяв с собой Рогволода, поехали к Мстиславу и, наверное, убедили его утвердить Рогволода полоцким князем вопреки праву старшинства. Возможно, Рогволод должен был признать верховную власть Киева, чего не было со времени его прадеда Брячислава.
В 1129 году Мстислав собирался в поход против половцев и приказал принять в нем участие и полоцким князьям, но Рогволод и другие с насмешливыми словами отказались. Более того, когда Мстислав воевал с половцами, Рогволод воевал с Давыдом и нападал на владения Мстиславовых родственников. Вернувшись из похода, Мстислав отправил воевод в Полоцкую землю, те захватили многих полоцких князей, и в том числе Рогволода, и привезли их в Киев. В 1130 году над Полоцкими Изяславичами состоялся «суд русских князей», по приговору которого их вместе с семьями лишили уделов и выслали в Византию.
С разрешения великого князя Ярополка Владимировича Рогволод в 1140 года вместе с братом Иваном вернулся из ссылки. Возможно, что он снова получил Друцкое княжество. В 1143 году, по сообщению Никоновской летописи, он женился на дочери одного из сыновей Мстислава Великого, Изяслава Мстиславича, тогда князя переяславского. Возможно, что именно благодаря этому браку он в 1144 году после смерти Василько Святославича сумел сесть в Полоцке.
Однако вскоре в Полоцкой земле начались междоусобицы между представителями различных линий полоцких князей. В 1151 году жители Полоцка подняли восстание против Рогволода, пленили его и выдали минскому князю Ростиславу Глебовичу, заключившего Рогволода в темницу. Сам Ростислав сел в Полоцке, а в родовом уделе Рогволода (Друцке) посадил своего сына Глеба. Позже, по требованию суздальского князя Юрия Долгорукого, Рогволод был отпущен из темницы и нашёл приют в Чернигове у князя Святослава Ольговича, союзника Юрия Долгорукого.
В 1158 году жители Друцка пригласили его на княжение. Рогволод с помощью армии, которую ему дал Святослав Ольгович, выгнал из Друцка Глеба Ростиславича, вернув себе удел. Изгнание Глеба Ростиславича из Друцка вызвало войну минских Глебовичей с Рогволодом — Глебовичи осадили Друцк, но штурмы были безуспешны. Наконец они заключили мир, согласно которому оставляли ему Друцк и добавляли еще ряд других волостей, а он отказывался в их пользу от Полоцка.
В 1159 году, сговорившись, полочане изгнали из Полоцка Ростислава Глебовича и снова позвали Рогволода, попросив у него прощения, что когда-то выдали минском князьям. После этого Рогволод предпринял попытку объединить Полоцкую землю под своей властью. В том же 1159 году он захватил Изяславль, выгнав сидевшего там Всеволода Глебовича, брата Ростислава, посадив там Брячислава Васильковича из Витебской линии. Всеволоду же Рогволод дал удел с центром в городе Стрежев. После этого Рогволод отправился в поход на Минск (удел Ростислава Глебовича), однако после десятидневной осады города заключил мир с Ростиславом.
В 1160 году Ростислав Глебович захватил Изяславль, захватив в плен Брячислава Васильковича и его брата Володшу. В ответ Рогволод предпринял новый поход на Минск. После шестинедельной осады Ростислав был вынужден освободить Брячислава и Володшу и заключить новый мир.
Однако более серьёзным соперником для Рогволода оказался брат Ростислава, Володарь Глебович, укрепившийся в 1159 году в Городце. В 1162 году Рогволод осадил Городец, однако, по сообщению Волынской летописи, Володарь ночью с помощью литовцев предпринял вылазку из города и разбил армию Рогволода, который бежал в Слуцк, а оттуда в Друцк. В Полоцк он решил не возвращаться, на его место полочане призвали Всеслава Васильковича. Вероятно до самой смерти он княжил в Друцке.
После 1162 года летописях о Рогволоде известий нет, однако в 1171 году он был ещё жив. В надписи на валуне (Рогволодов камень), найденном вблизи Орши, датируемой 1171 годом, говорится:

В лето 6679 месяца Мая в 7 день поставленный крест сей. Господи, помоги рабу своему Василию в крещении, именем Рогволоду, сыну Борисову.

Умер Рогволод до 1180 года, когда князем в Друцке упоминается его сын Глеб.

## Брак и дети
Жена: с 1143 года N, дочь великого князя Киевского Изяслава Мстиславича
- Глеб (ум. ок. 1186), князь Друцкий после 1171-ок. 1186.
- (?) Борис[8] — участник сражения 1196 года против смолян, взял в плен Мстислава Романовича Старого.
- (?) Всеслав[8] (ум. после 1186), князь Друцкий с ок. 1186
- Евфросинья (ум. 8 мая 1243); муж: Ярослав Владимирович (ум. ок. 1245), князь Изборский, Новоторжский и Псковский
- (?) Ростислав[9]

Изображения событий жизни князя (Лицевой летописный свод Ивана IV Грозного)
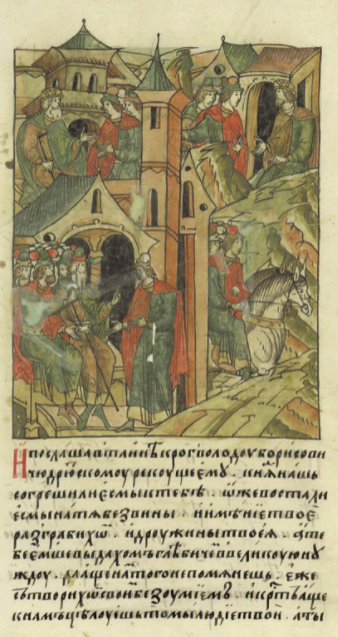
Полочане приглашают Рогволда Друцкого на княжение
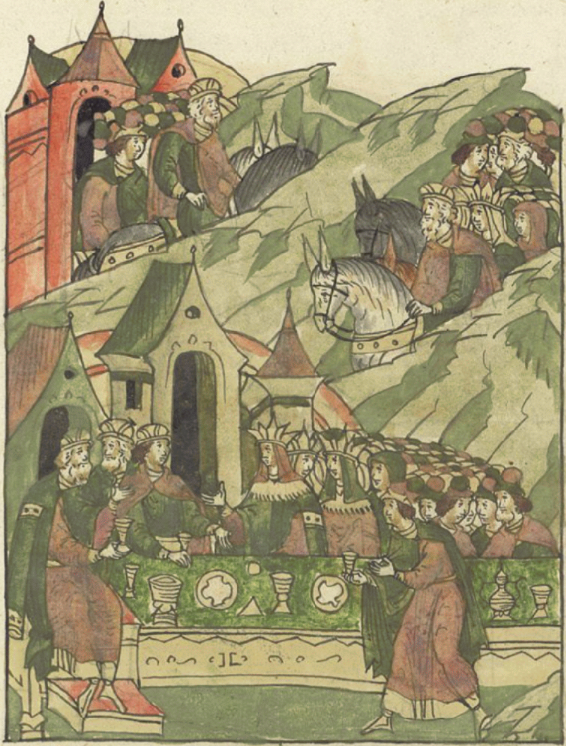
Изяслав Мстиславич и Всеволод Ольгович женят дочь Изяслава на Рогволде в Полоцке
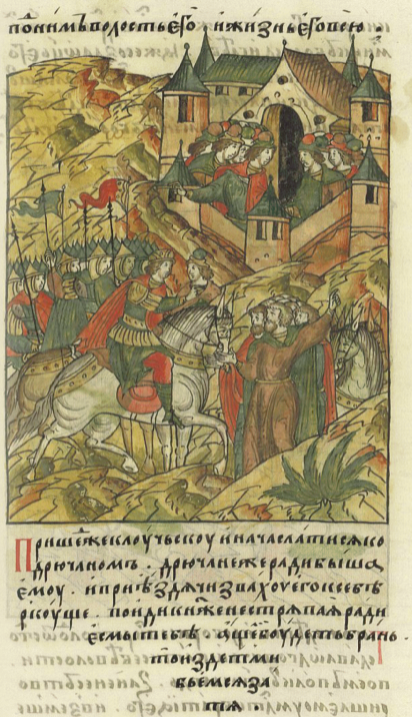
Рогволод договаривается с дручанами о занятии княжеского стола
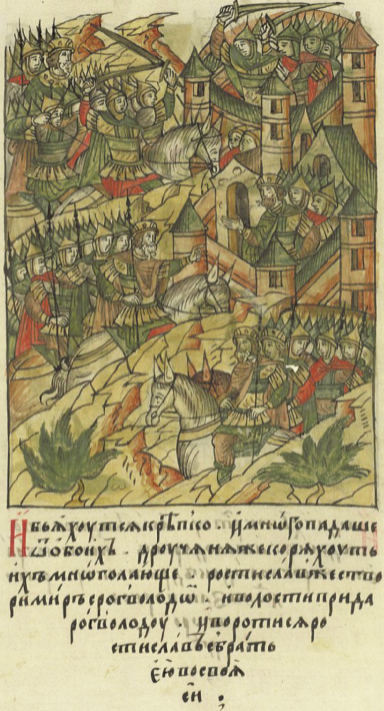
Ростислав, Всеволод, Володарь, Изяслав Глебовичи и сын Ростислава Глеб осаждают Друцк. Князь Ростислав заключает мир с Рогволодом, войска князей отходят от Друцка
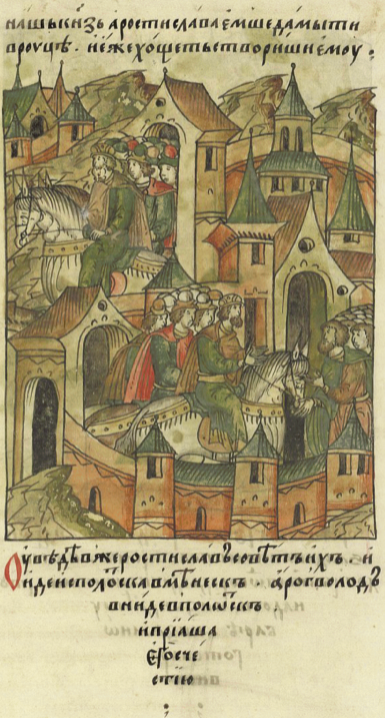
Ростислав бежит из Полоцка в Минск, Рогволод становится князем Полоцким